# Irenekerk (Ridderkerk)
De Irenekerk is een kerkgebouw van de Protestante Kerk in Nederland in de Nederlandse plaats Ridderkerk, provincie Zuid-Holland. De kerk staat in het noorden van de gemeente, in het noordwesten van Slikkerveer.
Het kerkgebouw werd op zondag 18 november 1951 in gebruik genomen.